# نیژنی چات
نیژنی چات (انگلیسی: Nizhny Chat) یک شهرک در شهرستان یانائولسکی استان باشقیرستان کشور روسیه است.